# Кране, Жан-Жак
Жан-Жак Кране (нидерл. Jean-Jacques Craane; род. 17 июля 2003, Виллемстад, Нидерланды) — синт-мартенский футболист, нападающий сборной Синт-Мартена. Один из самых молодых бомбардиров среди игроков первых сборных.

## Биография

### Клубная карьера
Родился в столице Кюрасао Виллемстаде, но играть в футбол начинал в клубе чемпионата Синт-Мартена «Сауалига». В августе 2022 года стал игроком американской студенческой команды «Шоу Беарз», представляющей Университет Шоу.

### Карьера в сборной
За основную сборную Синт-Мартена дебютировал 25 июля 2018 года в товарищеском матче со сборной Британских Виргинских Островов (2:3). 22 августа того же года, в возрасте 15 лет и 36 дней, сыграл в товарищеском матче против Ангильи (1:1) и отметился забитым голом, став на тот момент вторым самым молодым автором гола в матчах первых сборных. В ноябре 2018 года принимал участие в молодёжном чемпионате КОНКАКАФ.
Был активным участником Лиги наций КОНКАКАФ 2022/23, в которой сборная Синт-Мартена стала победителем группы и перешла из лиги C в лигу B.